# Charles-Guillaume Alexandre
Charles-Guillaume Alexandre   (1735 - 1787) va ser un violinista i compositor clàssic francès.

## Biografia
Nascut a París, Alexandre va ser violinista al "Théâtre de l'Opéra-Comique" des del 1753 fins al 1755. Mestre de música a l'Escola de Música de Dubugrarre (1760), es va convertir en primer violí del duc d'Aiguillon i després el 1783, professor de violí a París. Va escriure òperes i música instrumental.

## Obres
- 1755: El triomf de l'amor conjugal, espectacle decorat amb màquines, lletra de Giovanni Niccolo Servandoni
- 1756: La conquesta del mogol de Thamas Kouli-Kan, rei de Pèrsia, i el seu triomf, espectacle de màquines, lletra de Servandoni
- 1761: Georget i Georgette, òpera-còmica d'un acte, llibret de Harny de Guerville
- 1764: Diccionari líric portàtil, o Elecció de les ariettes més boniques de tots els gèneres disposats per a veu i instruments amb lletra francesa sota música, 2 volums, Didot
- 1765: La Belle Arsène, òpera-còmic, lletra de Charles-Simon Favart, música de Pierre-Alexandre Monsigny, obertura de CG Alexandre
- 1765: belles melodies o simfonies de cant per a dos violins, dos oboès o flauta, fagotto basso i corns a voluntat
- 1765: Le Tonnelier, òpera còmica d'un acte, llibret de Nicolas-Médard Audinot i François-Antoine Quétant, música de Charles-Guillaume Alexandre, Nicolas-Médard Audinot, François-Joseph Gossec, Josef Kohaut, François-André Danican Philidor, Johann Schobert i Jean-Claude Trial
- 1766: El petit mestre a les províncies, comèdia d'un sol acte en versos, llibret de Guerville
- 1766: Primera col·lecció d'Arietes triada amb l'acompanyament de guitarra de Melle Paisible i violí a càrrec del seu germà amb el baix figurat
- 1767: Esperit del dia, comèdia de Guerville
- 1770: Concert de temes seleccionats amb set parts. Violí principal, concert mestre, segon violí, dos oboès o flautes, viola o viola, contrabaix i dos cors ad libitum
- 1771: Romanç del petit mestre a les províncies
- 1771: Concert d'aires en quartet, per a dos violins, viola i contrabaix o una flauta, 4 parts
- 1776: Sis Duetto per a dos violins, 2 vol
- sense data: Llibre de cançons serioses, tendres i bevibles per a una i dues veus amb baix continu